# Carl Georg Friedrich von Rechenberg
Carl (Karl) Georg Friedrich Freiherr von Rechenberg (* 18. Oktober 1785 in Oberhalbendorf; † 23. August 1854 in Cabel) war preußischer Geheimer Regierungsrat und Landrat.

## Herkunft
Seine Eltern waren Wolf Georg Friedrich Freiherr von Rechenberg (* 13. August 1760; † 18. April 1808) und dessen erste Ehefrau Johanna Amalie von Heldreich (* 8. November 1762; † 8. Mai 1798).

## Beruf
Freiherr von Rechenberg war seit 1818 preußischer Geheimer Regierungsrat und von 1816 bis 1843 Landrat des Kreises Liebenwerda der Provinz Sachsen. In dieser Funktion wurde er seit 1817 mehrfach nachgewiesen.

## Familie
Er heiratete am 27. November 1811 Cora Marie Viktoria von Trosky (* 11. April 1788; † 26. Mai 1815), eine Tochter des Kreishauptmanns Karl Friedrich von Trosky und der Marianna Luise Amalia von Buttlar. Das Paar hatte mehrere Kinder:
- Julius (* 16. September 1812; † 30. April 1892), Legationsrat[3] und Generalkonsul ⚭ Helene Fiedler (1841–1911), Eltern von Albrecht von Rechenberg
- Bernhard (* 9. Dezember 1813; † 4. Dezember 1869), anhaltinischer Konsistorialrat,[4] Superintendent ⚭ Charlotte von Münchow († 3. November 1868), Eltern von Georg von Rechenberg
- Cora Caroline Jeannette Henriette (* 15. Mai 1815) ⚭ 1841 Ernst Adolf Ludwig von Wilucki (* 21. September 1797; † 27. Mai 1873), auf Cabel und Seddinchen, kgl. sächs. Oberstleutnant a. D.

Nach dem Tod seiner ersten Frau heiratete er am 3. Juni 1816 Louise (von) Wilucka (* 24. Februar 1796; † 15. Mai 1878) aus Cabel bei Calau in der Niederlausitz, eine Tochter des Kreishauptmanns Adolf Sigismund von Wilucki und der Frederike Magarethe Christiane von Mühlen. Das Paar hatte mehrere Kinder:
- Georg (* 23. Juli 1819; † 18. Juni 1877), Oberst z.D. ⚭ Franziska von Schaper (* 18. November 1823)
- Ewald (11. August 1820; † 25. September 1887), Oberförster in Erfurt ⚭ 1856 Antonie Schulz (* 24. Dezember 1839; † 28. November 1883)
- Antonie (* 1. Oktober 1821; † 18. Mai 1909), lebte in Cabel[5]
- Eduard (* 13. Oktober 1822), Generalbevollmächtigter des Herzogs Wilhelm von Württemberg ⚭ Bertha Blochmann (* 4. Oktober 1823)
- Wilhelmine (* 20. März 1827; † 26. Januar 1909), lebte in Cabel
- Therese (* 27. Juli 1828), lebte in Cabel
- Johanna (* 24. Juni 1830)
- Anna (* 1. Juli 1832)
- Anton (* 26. August 1839; † 1918), Offizier, u. a. im Brandenburgischen Jäger-Bataillon Nr. 3 Lübben, zuletzt Oberst a. D., ⚭ 1869 Clara von Lüderitz, Tochter des Oberst Karl Heinrich Albrecht August Adolf von Lüderitz und der Mathilde von Tresckow-Blankenfelde[6]

Zum Zeitpunkt seiner zweiten Hochzeit war er Amtshauptmann des Amtes Dahme in der Niederlausitz. Der Vater war noch zweimal verheiratet, 1799 mit Karoline Sidonie Sophie Charlotte von Hardenberg († 1801), 1802 mit Wilhelmine Freiin von Huldenberg († 1840). Der Landrat Ewald von Trosky war sein Schwager.